# Eparchia di Hosur
L'eparchia di Hosur (in latino Eparchia Hosurensis) è una sede della Chiesa cattolica siro-malabarese in India suffraganea dell'arcieparchia di Ernakulam-Angamaly. Nel 2021 contava 67.800 battezzati. È retta dall'eparca Sebastian (Jobby) Pozholiparampil.

## Territorio
L'eparchia estende la sua giurisdizione sui fedeli della Chiesa cattolica siro-malabarese nei distretti di Chennai, Tiruvallur, Kanchipuram, Dharmapuri, Krishnagiri, Vellore, Tiruvannamalai, Cuddalore, Viluppuram, Ranipet, Tirupathur, Chengalpattu e Kallakurichi, nella parte settentrionale dello stato di Tamil Nadu, e i territori di Pondicherry e di Karaikal.
Sede eparchiale è la città di Hosur. La cattedrale di Sant'Antonio si trova a Noothenchery, mentre gli uffici della curia eparchiale sono a Aynavaram, vicino a Chennai.

## Storia
L'eparchia di Hosur è stata eretta da papa Francesco il 9 ottobre 2017 con la bolla Corporis mystici.

## Cronotassi dei vescovi
Si omettono i periodi di sede vacante non superiori ai 2 anni o non storicamente accertati.
- Sebastian (Jobby) Pozholiparampil, dal 9 ottobre 2017[5]

## Statistiche
L'eparchia nel 2021 contava 67.800 battezzati.
| anno | popolazione | popolazione | popolazione | presbiteri | presbiteri | presbiteri | presbiteri                | diaconi | religiosi | religiosi | parrocchie |
| anno | battezzati  | totale      | %           | numero     | secolari   | regolari   | battezzati per presbitero | diaconi | uomini    | donne     | parrocchie |
| ---- | ----------- | ----------- | ----------- | ---------- | ---------- | ---------- | ------------------------- | ------- | --------- | --------- | ---------- |
| 2017 | 65.000      | ?           | ?           | 22         | 22         |            | 2.954                     |         |           | 73        | ?          |
| 2019 | 66.360      | ?           | ?           | 22         | 22         |            | 3.016                     |         |           | 73        | ?          |
| 2021 | 67.800      | ?           | ?           | 22         | 22         |            | 3.081                     |         |           | 73        | ?          |